# Гаркавець Олександр Миколайович
Гарка́вець  Олександр Миколайович (19 жовтня 1947, Світлий Луч Старобешівського району Сталінської, нині Донецької області) — радянський і казахський науковець українського походження, мовознавець-тюрколог, громадсько-культурний і політичний діяч. Доктор філологічних наук (1988), професор. 

## Біографія
Випускник Харківського університету (1970). Працював молодшим науковим співробітником (від 1975), старшим науковим співробітником (1985–1988) Інституту мовознавства АН УРСР; одночасно викладач Київського університету (1978–1981, 1984–1988).
У 1988 році Олександр Гаркавець переїздить до Алмати (Казахстан), де став завідувачем відділу російської мови та соціолінгвістики (від 1990 — взаємодії мов) Інституту мовознавства АН Республіки Казахстан. На цій посаді він пробув до 1992 року.
Віце-президент Казахстанського національного культурного фонду (від 1993); депутат Верховної Ради Республіки Казахстан (1994–1995). Голова Українського культурного центру (від 1989), представник Товариства «Україна» в Казахстані (1992–1993), засновник і головний редактор казахстанського тижневика «Українські новини» (від 1994) в місті Алмати.. 
На цей час Олександр Гаркавець є головним науковим співробітником Інституту мовознавства імені Ахмета Байтурсунова Комітету науки Міністерства освіти та науки Республіки Казахстан.
Також він входить до редакційних колегій низки наукових часописів, зокрема, Східний світ Інституту сходознавства імені А. Ю Кримського НАН України.

## Праці
Наукові дослідження з питань історії та функціонування тюркменської (вірмено-кипчацької, кримськотатарської та інших) мов, зокрема в іншомовному оточенні в Україні; урумський і кримськотатарський фольклор; будова тюркських мов; проблеми перекладу. Автор посібників з кримськотатарської мови для 7–8 класів російських шкіл України, співавтор «Крымскотатарско-русского словаря» (Київ, 1988), укладач і упорядник видання «Урумы Северного Надазовья» (чотири томи, Алматы; Київ, 1993–1998). ї
Більшість праць видані в Казахстані та Україні російською мовою.
- Конвергенция армяно-кыпчакского языка к славянским в XVI–XVII вв. Київ, 1979;
- Гаркавец А.Н. Кыпчакские языки: куманский и армяно-кыпчакский. – Алма-Ата: Наука, 1987.
- Гаркавец А.Н. Тюркские языки на Украине. – Киев: Наукова думка, 1988.
- Принципы национальной политики языкового строительства. Алматы, 1990.
- Гаркавец А.Н. Кыпчакское письменное наследие. Том I. Каталог и тексты памятников армянским письмом. – Алматы: Дешт-и-Кыпчак, 2002.
- Гаркавец А.Н. Codex Cumanicus: Половецкие молитвы, гимны и загадки XIII-XIV веков [Архівовано 15 лютого 2017 у Wayback Machine.]. — Москва: Русская деревня, 2006.
- Гаркавец А.Н. Кыпчакское письменное наследие. Том II. Памятники духовной культуры караимов, куманов-половцев и армяно-кыпчаков. – Алматы: Баур, 2007.
- Гаркавец А.Н. Кыпчакское письменное наследие. Том III. Кыпчакский словарь. – Алматы: Баур; КАСЕАН, 2010.
- Гаркавец А.Н.  Codex Cumanicus. Полное издание в 4 томах. – Алматы: Баур, 2015. – 1348 стр., в т. ч. 166 стр. факсимиле. ISBN 978-601-80218-4-8.

## Нагороди
- Відмінник освіти УРСР (1988)
- Медаль Макаренко (1989)
- Пам'ятний знак «50 років визволення України» (1994)
- Заслужений журналіст України (1997),
- Лауреат казахстанської Президентської премії миру і духовної згод (1997)